# Ле-Пулиген
Ле-Пулиген (фр. Le Pouliguen) ― коммуна на западе Франции, находится в регионе Пеи-де-ла-Луар, департамент Атлантическая Луара, округ Сен-Назер, кантон Ла-Боль-Эскублак. Расположена в 78 км к западу от Нанта и в 68 км к юго-востоку от Вана, в 24 км от национальной автомагистрали N171, на побережье Бискайского залива. На территории коммуны расположена железнодорожная станция Ле-Пулиген линии Сен-Назер—Круазик.
Население (2017) — 4 275 человек.

## История
Коммуна Ле-Пулиген была образована в 1854 году, объединив портовый поселок Пулиген и деревню Паншато и отделившись от коммуны Ба-сюр-Мер.
До XIX века жители Пулигена занимались преимущественно рыболовством и транспортировкой соли до Луары или в Северную Европу. От этого периода сохранились дома рыбаков, судовладельцев и соледобытчиков в центре коммуны. XIX век ознаменовался созданием в 1830-х годах консервных заводов братьев Бенуа, промышленников из Юры.
Основное развитие Пулигена с середины XIX века связано с морским отдыхом, особенно с приходом сюда железной дороги Сен-Назер-Круазик в 1879 году.

## Достопримечательности
- Церковь Святого Николая в неоготическом стиле второй половины XIX века
- Часовня Паншато XV века
- Пляж Но

## Экономика
Структура занятости населения:
- сельское хозяйство — 0,3 %
- промышленность — 5,8 %
- строительство — 10,1 %
- торговля, транспорт и сфера услуг — 49,5 %
- государственные и муниципальные службы — 34,3 %

Уровень безработицы (2017 год) — 14,3 % (Франция в целом — 13,4 %, департамент Атлантическая Луара — 11,6 %). 

Среднегодовой доход на 1 человека, евро (2017 год) — 23 320 (Франция в целом — 21 110, департамент Атлантическая Луара — 21 910).

## Демография
Динамика численности населения, чел.

## Администрация
Пост мэра Ле-Пулигена с 2020 года занимает Норбер Самама (Norbert Samama). На муниципальных выборах 2020 года возглавляемый им центристский блок победил во 2-м туре, получив 48,12 % голосов (из трех блоков).
| Период | Период | Фамилия        | Партия                                                       | Примечания            |
| ------ | ------ | -------------- | ------------------------------------------------------------ | --------------------- |
| 1971   | 1983   | Феликс Монвиль | Разные левые                                                 |                       |
| 1983   | 1989   | Рене Дебатис   |                                                              |                       |
| 1989   | 1995   | Андре Рошфор   |                                                              |                       |
| 1995   | 2001   | Рене Шотар     |                                                              |                       |
| 2001   | 2008   | Кристиан Канон | Объединение в поддержку Республики Союз за народное движение |                       |
| 2008   | 2020   | Ив Лен         | Союз за народное движение Республиканцы                      | доктор медицины       |
| 2020   |        | Норбер Самама  | Разные центристы                                             | руководитель проектов |

## Города-побратимы
- Ллантуит Мейджор, Великобритания
- Кислег, Германия

## Галерея

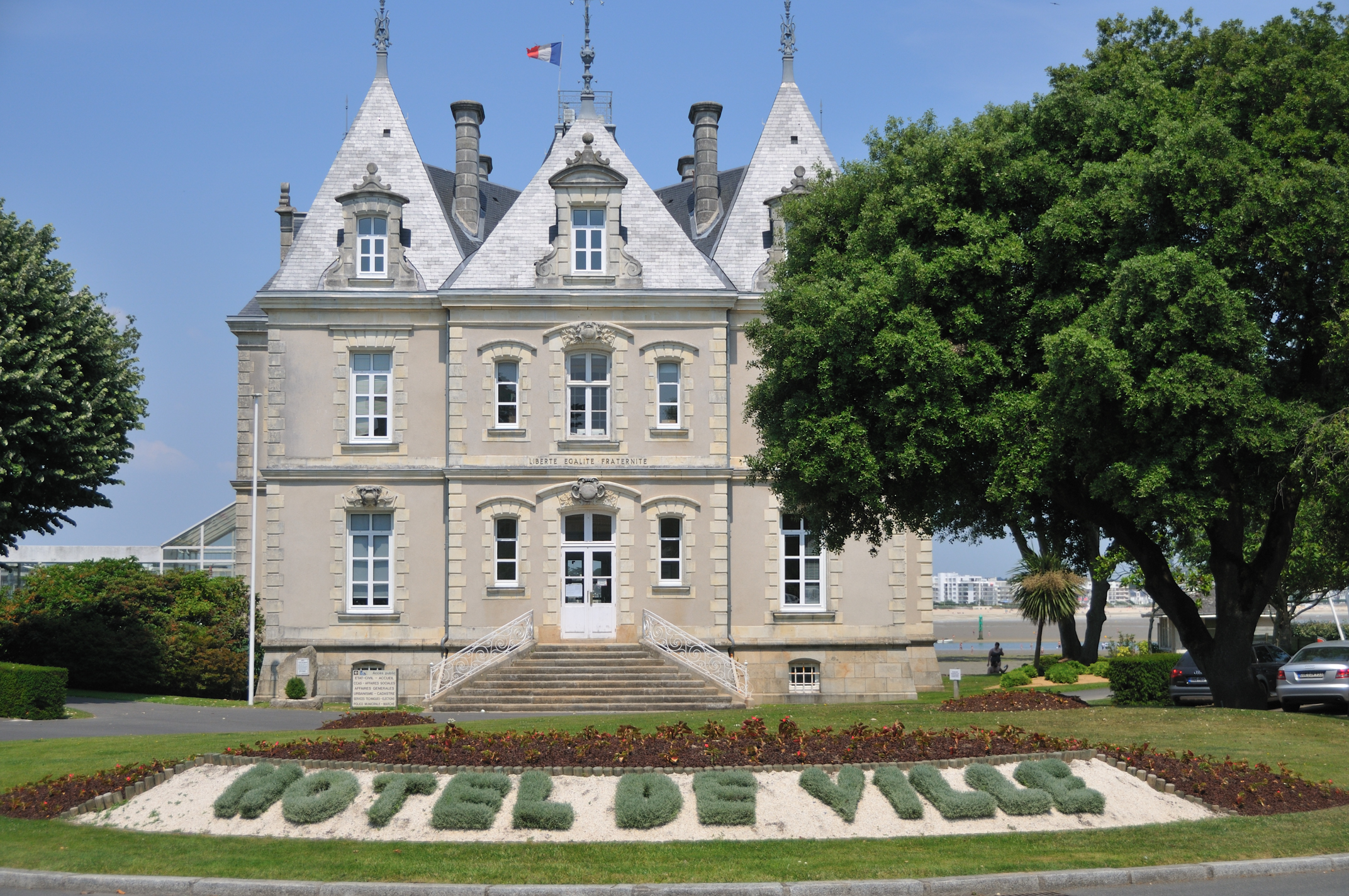
Мэрия
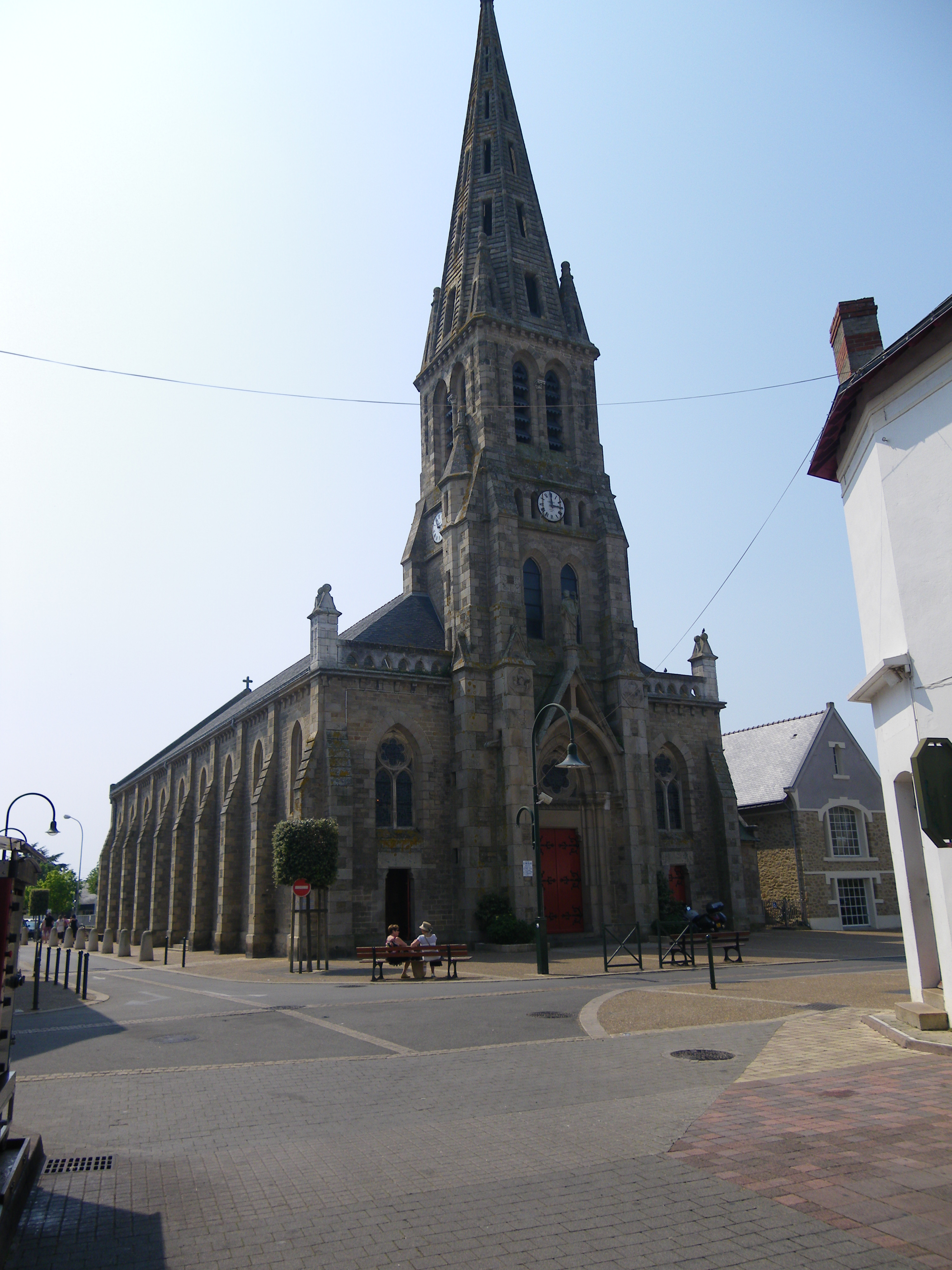
Церковь Святого Николая
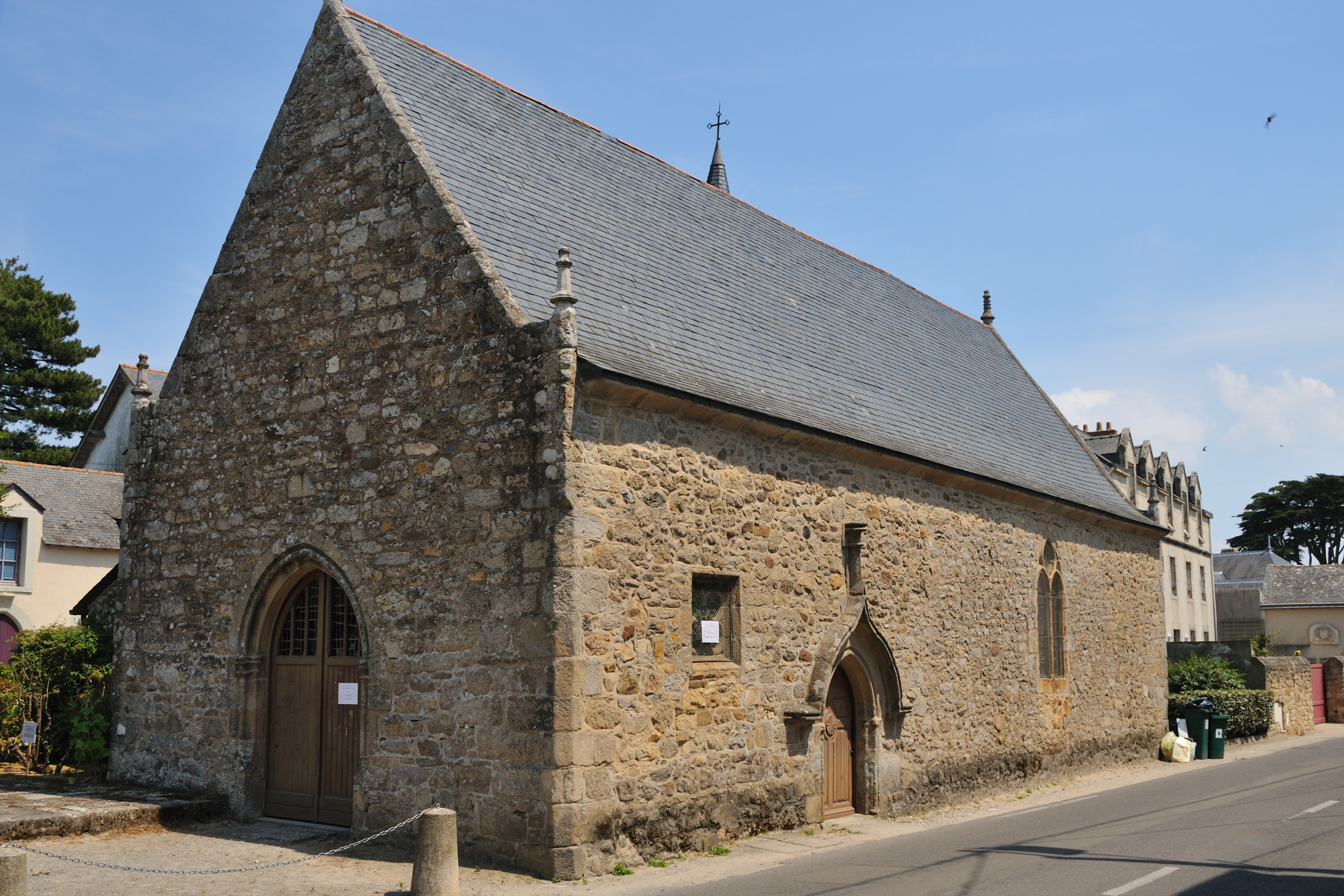
Часовня Паншато
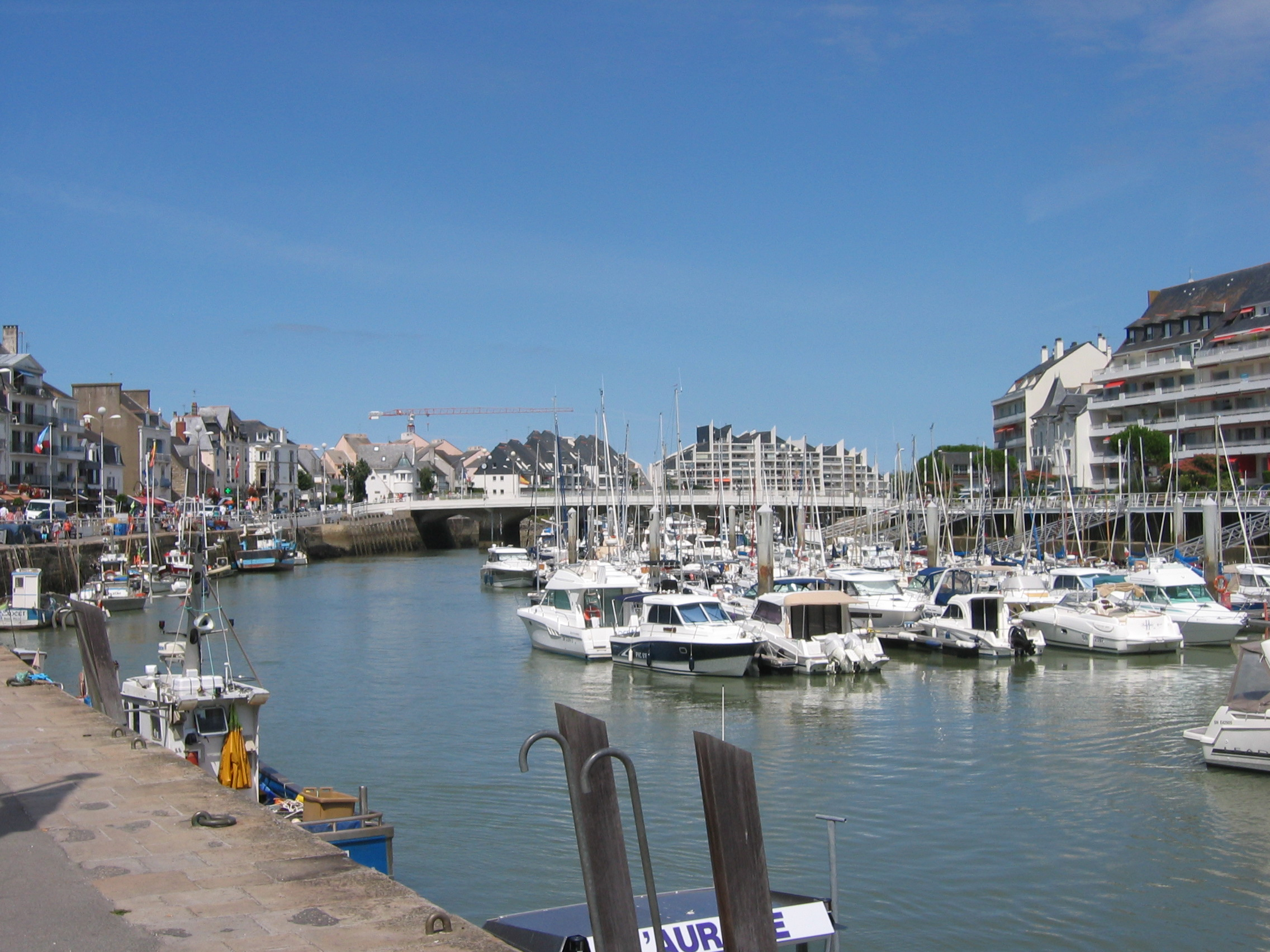
Порт Ле-Пулигена
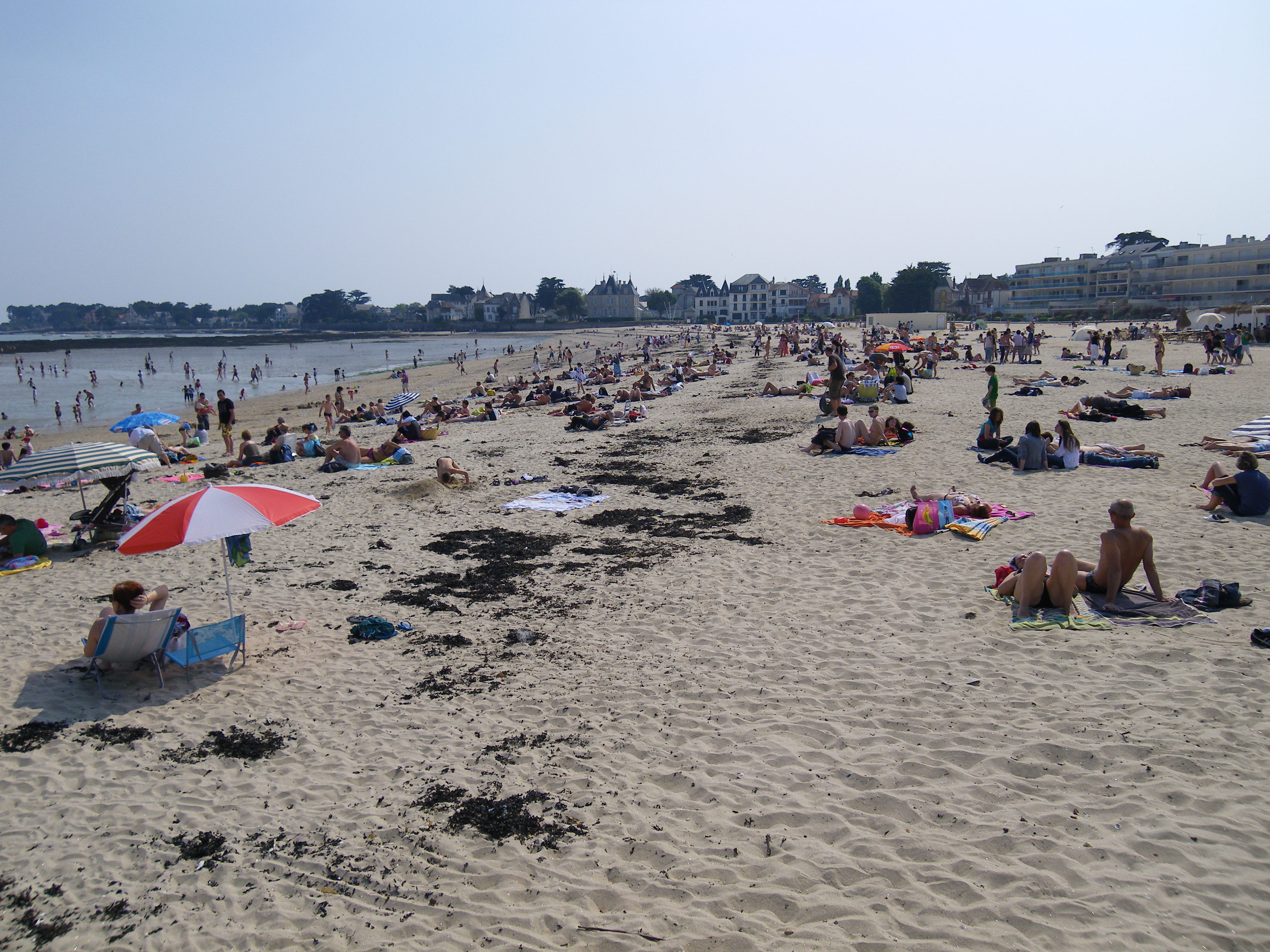
Пляж Но